# Ottavio Acquaviva d’Aragona (Kardinal, 1560)

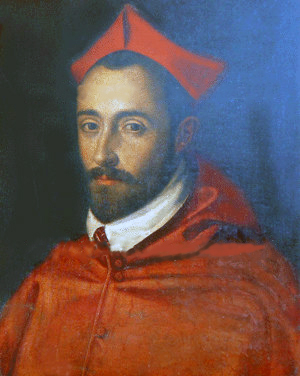
Kardinal Ottavio Acquaviva d‘Aragona der Ältere

Kardinalswappen (modernes Schema)

Ottavio Acquaviva d’Aragona (der Ältere) (* 1560 in Neapel; † 5. Dezember 1612 ebenda) aus der Adelsfamilie Acquaviva war ein Kardinal der Römischen Kirche. Ihn kennzeichnet ein untypischer Karriereweg. Obwohl er spanischer Untertan war, betrieb er eine frankreichfreundliche Politik. Auf dem Höhepunkt seiner Karriere war er Erzbischof von Neapel.

## Werdegang
Acquaviva studierte Jurisprudenz an der Universität Perugia und schloss 1582 mit der Promotion ab. Er wurde dann zum Priester geweiht und noch 1582 durch Papst Gregor XIII. zum Referendar beider Signaturen ernannt. Papst Sixtus V. ernannte ihn 1589 zum Legaten der Kirchenstaatsprovinz Patrimonium Petri. Den Kardinalshut, den er am 6. März 1591 erhielt, verdankte er Papst Gregor XIV. Kardinal Acquaviva erwarb die Villa Grazioli und ließ sie mit aufwändigen Fresken ausschmücken. Von 1593 bis 1602 war er Kardinal der Titelkirche Santa Maria del Popolo. 1592 erhielt er das Vizeprotektorat Frankreichs. Papst Clemens VIII. ernannte ihn zum Legaten von Avignon, obwohl die Adelsfamilien der Acquaviva den spanischen Habsburgern verpflichtet waren. 1597 kehrte er aus Avignon nach Rom zurück. Er nahm an den Konklaven von 1591, 1592, März/April 1605 und Mai 1605 teil. Am 5. Juni 1605 wechselte der Kardinal zur Titelkirche Santa Prassede und erhielt am 31. August desselben Jahres das Erzbistum Neapel. Die Bischofsweihe spendete ihm am 18. September 1605 Kardinal Robert Bellarmin unter Assistenz von Antonio Caetani (der Jüngere), Erzbischof von Capua. Vom 12. Januar 1609 bis zum 11. Januar 1610 war Acquaviva Camerlengo des Kardinalskollegiums.
Kardinal Acquaviva starb in seiner Bischofsstadt und wurde in der Kathedrale von Neapel beigesetzt.

## Familienbeziehungen
Ottavio Acquaviva d’Aragona war der Neffe des Kardinals Giovanni Vincenzo Acquaviva d’Aragona sowie des Claudio Acquaviva SJ, Generalsuperior der Gesellschaft Jesu.
Sein Bruder Giulio war ebenfalls Kardinal. Der Bruder Rodolfo war Jesuit und Missionar, der in Indien als Märtyrer starb und von der katholischen Kirche seliggesprochen wurde. Sein jüngerer Bruder Orazio war Kapuziner und von 1592 bis 1617 Bischof von Caiazzo. Sein gleichnamiger Großneffe Ottavio Acquaviva d’Aragona wurde 1654 gleichfalls zum Kardinal erhoben.